# Conrad de La Croix
Conrad de La Croix, aussi Corrald, né dans le comtat Venaissin et mort en août 1479, est un prélat français, évêque de Digne au XVe siècle.

## Biographie
Conrad de La Croix est protonotaire et bachelier en droit. Il est prévôt du chapitre de Digne, lorsqu'il est élu en 1466 évêque de Digne par les chanoines. C'est la dernière élection épiscopale faite par le chapitre.
En 1476 Conrad de la Croix échange le prieuré de Sainte-Eugénie de Courbon contre les droits de Marcoux, Lauzière et autres lieux, tous appartenant au chapitre. L'église de Courbon est ensuite dédiée à sainte Claire.

## Source
- La France pontificale (Gallia Christiana), Paris, s.d.